# Dunkelbrauner Kugelspringer
Der Dunkelbraune Kugelspringer, wissenschaftlicher Name Allacma fusca, ist eine Art der Springschwänze oder Collembolen. Er lebt in der Streuschicht von feuchten Wäldern und an Totholz. Die Art wurde im Jahr 2016 zum Insekt des Jahres in Deutschland, Österreich und der Schweiz erklärt.

## Beschreibung
Mit einer Körperlänge bis vier Millimeter ist der Dunkelbraune Kugelspringer ein kleiner Gliederfüßer, ist allerdings für einen Springschwanz bereits ungewöhnlich groß: er ist die größte europäische Kugelspringer-Art.
Der Körper ist dunkelbraun gefärbt und glänzend, der Kopf etwas heller, gelegentlich kommen braun gefleckte Tiere vor. Als Kugelspringer erkennbar ist er an der rundlichen Körperform mit undeutlich segmentiertem Körper, die Hinterleibssegmente eins bis vier sind miteinander verschmolzen. Von anderen Arten der Kugelspringer (Symphypleona) ist er, neben der ungewöhnlichen Körpergröße, an der Färbung und der Gestalt der Antennen unterscheidbar: Das vierte Antennensegment ist nicht kürzer als das dritte, die Antennen sind außerdem „gekniet“, indem sie zwischen Segment drei und vier (das in etwa 15 Ringel oder Subsegmente gegliedert ist) einen deutlichen Winkel bilden. Der Kopf trägt große, gut erkennbare Augen von schwarzer Farbe, die aus acht Ommatidien bestehen. Die Art gehört zu den wenigen bei Lupenvergrößerung erkennbaren Springschwanz-Arten.
Verwechselt werden kann er möglicherweise mit seiner Schwesterart Allacma gallica, die aber nur in Süd- und Westeuropa verbreitet ist, aus Deutschland liegen nur wenige Fundangaben vor, die vermutlich auf Einschleppung beruhen. Die Arten sind nur von Spezialisten unter dem Mikroskop, anhand der Beborstung (Chaetotaxie) der Sprunggabel und der Form einer Drüsenöffnung am Abdomen, zu unterscheiden. Besondere Merkmale der Gattung Allacma sind: Der Trochanter des letzten Beinpaares trägt auf der Innenseite einen abgeflachten Dorn, und vor den beiden Ommenfeldern findet sich je eine charakteristisch gestaltete Postantennalborste.

## Lebenszyklus
Die Art durchläuft bis zum geschlechtsreifen Adultstadium vier Entwicklungsstadien, zwischen die jeweils eine Häutung, mit Größenzunahme, eingeschaltet ist. Sie überwintert im Eistadium. Jungtiere schlüpfen ab Ende April, letzte Adulti sind bis Ende Oktober zu beobachten. Bei der Paarung setzt das Männchen eine Spermatophore ab, die das Weibchen allein, oder assistiert durch das Männchen, von der Substratoberfläche aufnimmt. Während die ersten Jugendstadien sehr feuchtebedürftig sind, sind die späteren Stadien recht resistent gegenüber Austrocknung. Ihre Austrocknungsresistenz ist aber geringer als diejenige anderer Kugelspringer wie zum Beispiel Sminthurus viridis.

## Habitat und Lebensweise

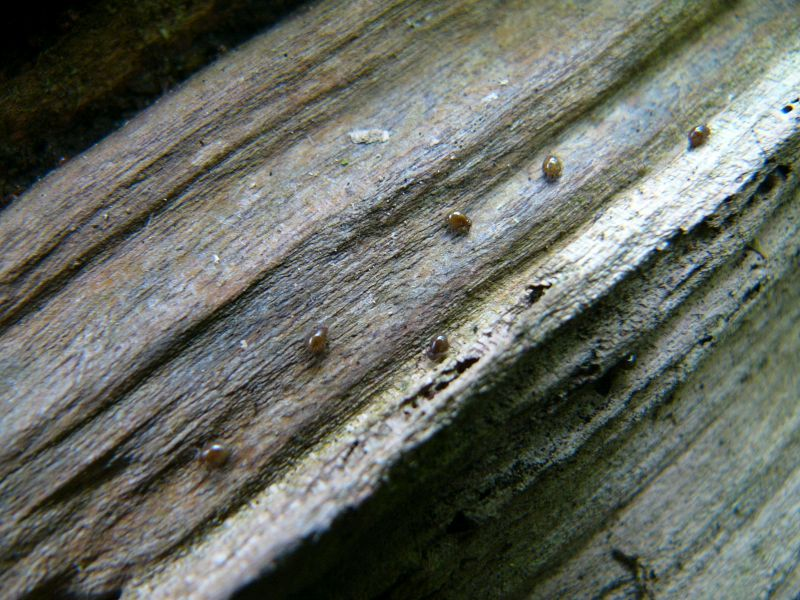
Ansammlungen von Allacma fusca sind auf Totholz oft zu beobachten.

Der Dunkelbraune Kugelspringer lebt in bodenfeuchten Wäldern, wo er in der Streuschicht und auf totem Holz, etwa auf herabgefallenen Ästen und auf Baumstubben, zu beobachten ist; seltener findet man ihn auch in Mooren, Höhlen, im Grünland, in Dünenbereichen sowie in Nestern von Kleinsäugern. Die Art wandert insbesondere bei feuchtem Wetter von der Bodenoberfläche auf Hölzer, auf denen sie den Algenbewuchs abweidet. Die Tiere sind gesellig (gregär) und manchmal in größeren Ansammlungen zu finden, ihre Oberfläche ist durch einen benetzenden Wasserfilm glänzend.

## Areal und Verbreitung
Allacma fusca ist holarktisch verbreitet. Nachweise gibt es aus fast ganz Europa, der Mittelmeer- und Schwarzmeerregion, Sibirien, Kanada und Grönland.

## Phylogenie und Taxonomie
Die Art wurde von Carl von Linné, als Podura fusca, erstbeschrieben. Sie ist Typusart der Gattung Allacma, Börner, 1906.
Die Gattung Allacma umfasst, je nach Auffassung, bis zu sieben Arten, von denen nur drei häufiger gefunden werden: neben den europäischen Arten Allacma fusca und Allacma gallica die ostasiatische Art Allacma koreana. Nach genetischen Daten sind Allacma fusca und Allacma gallica reproduktiv gegeneinander isoliert, auch dort, wo sie gemeinsam (sympatrisch) vorkommen, das heißt, es kommt nicht zur Bildung von Hybriden. Allacma fusca ist, trotz geschlechtlicher Fortpflanzung, genetisch relativ einförmig mit geringer Variabilität. Dies wird auf eine Besonderheit der Spermienbildung der Männchen zurückgeführt: Bei der Meiose kommt es nicht zum Crossing-over.
Seit 1987 werden die Springschwänze (Collembola) nicht mehr zu den Insekten gerechnet. Sie gelten vielmehr als eigene Klasse und zählen, als Teil der Sackkiefler (Entognatha), zu den Sechsfüßern (Hexapoda); zu letzteren zählen wiederum auch die Insekten.

## Insekt des Jahres 2016
Der Dunkelbraune Kugelspringer wurde zum Insekt des Jahres 2016 gewählt. Mit dieser Wahl wurde beispielhaft auf die zahlreichen, oftmals winzigen Arten der Bodenfauna hingewiesen, die für die Funktionsfähigkeit unserer Böden von größter Bedeutung sind, indem sie organische Substanzen zerlegen und sie für Pflanzen als Nährstoffe wieder verfügbar machen. Darüber hinaus lenken die Organismen der Bodenfauna die mikrobielle Aktivität und beschleunigen so den Stoffumsatz.